# Тетрахлорогаллат(III) водорода
Тетрахлорогалла́т(III) водоро́да — неорганическое соединение, 
кислая соль галлия и соляной кислоты с формулой H[GaCl4].

## Получение
- Образуется в кислых растворах хлорида галлия(III):

{\displaystyle {\mathsf {GaCl_{3}+HCl\ {\xrightarrow {}}\ H[GaCl_{4}]}}}

## Физические свойства
Тетрахлорогаллат(III) водорода растворяется в органических растворителях, например диэтиловом эфире, бутилацетате. Это свойство используют для отделения галлия от алюминия.

## Химические свойства
- Образует соли с щелочными и щелочноземельными металлами, которые могут рассматриваться как двойные соли: Na[GaCl4].